# Carpias montaguensis
Carpias montaguensis là một loài chân đều trong họ Janiridae. Loài này được Doti & Wilson miêu tả khoa học năm 2010.